# Amerikanisches Idyll
Amerikanisches Idyll (Originaltitel American Pastoral) ist ein Roman des US-amerikanischen Schriftstellers Philip Roth. Das Buch ist 1997 in den USA erschienen; in Deutschland wurde der Roman 1998 in einer Übersetzung von Werner Schmitz veröffentlicht. Philip Roth erhielt im Jahre 1998 den Pulitzer-Preis für dieses Werk. Time nahm es in seine Liste der hundert besten englischsprachigen Romane von 1923 bis 2005 auf.

## Handlung
Thema des Romans ist die Auseinandersetzung mit dem American Way of Life am Beispiel der dritten Generation jüdischer Einwanderer aus Polen. Nathan Zuckerman erinnert sich an seine Kindheit und Schulzeit im Newarker Stadtteil Weequahic und seine Beziehung zu den Levov-Brüdern (Kp. Eins). Als er ihnen nach 40 Jahren wieder begegnet, sind Seymour und Jerry Levov als Fabrikant von feinen Damenlederhandschuhen bzw. Herzchirurg und er selbst als Schriftsteller in die Gesellschaft gut integriert. Davor mussten sie die Etappe der Assimilation bewältigen. Seymour, Sportleridol und Unternehmersohn, wegen seines Aussehens der Schwede genannt, wollte sich von seinem starken Vater Lou, der ihn in der jüdischen Kolonie zu halten versuchte, und dessen Tradition emanzipieren. So heiratete er die Schönheitskönigin (Kp. Fünf) Mary Dawn Dwyer aus einer katholischen irisch-stämmigen Arbeiterfamilie, vermied aber den Bruch mit dem Patriarchen, als dessen Nachfolger im Geschäft er vorgesehen war, und ließ ihn mitentscheiden und die Braut über ihre geplante Kindererziehung befragen. Das Gespräch mit der intelligenten Dawn endete mit einem Kompromiss (Kp. Neun). Der Harmonie suchende Seymour und seine Frau, in ihrer Erscheinung ein Idealpaar, hielten zwar die familiären Kontakte aufrecht, passten sich aber außerhalb ihrer Gemeinschaften dem amerikanischen Lebensstil der Wohlhabenden an. Um sich sein Ideal von der Gleichheit und Unvoreingenommenheit der neuen Generation zu bestätigen, kaufte Seymour entgegen dem Rat seines Vaters, der ihn vor den Vorurteilen der konservativen Amerikaner gegen Juden warnte, als Familiensitz ein altes Anwesen aus dem 18. Jh. mit großem Grundbesitz in einer ländlichen Gegend mit traditionell republikanischer Bevölkerung. Er, Dawn und ihre Tochter Meredith (Merry) fühlten sich dort wohl, lebten wie in einer Idylle und hatten freundliche Kontakte zu den Nachbarn, doch im Vergleich zum Architekten William (Bill) Orcutt spürten sie, dass sie eine unsichtbare Kluft von der weißen protestantischen Elite mit Vorfahren aus der Zeit der Befreiungskriege mit ihren gesellschaftlichen Privilegien trennt. Aber sie gehörten nach Meinung ihrer Tochter zu den Kapitalisten und 1968 traf die Krise der amerikanischen Gesellschaft die Levov-Familie und zerstörte sie.
Der Konflikt wurde ausgelöst durch die Auflehnung der 16-jährigen Merry gegen den Lebensstil ihrer erfolgreichen wohlhabenden Eltern, gegen die sich ihre Kapitalismuskritik richtet. Das schockierte Seymour und Dawn, die sie behütet und im liberalen Stil erzogen hatten. Das Mädchen schien sich normal zu entwickeln, nur ihr Stottern bedurfte einer besonderen Therapie bei Sheila Salzman. Mit ihrer Mutter verband sie einerseits die Pflege der Rinder ihrer Farm in Old Rimrock (Kp. Fünf), andererseits kritisierte sie in ihrer Pubertät deren Landfrauenrolle. Besonders die Vater-Tochter-Beziehung, mit erotischen Ansätzen, war intensiv und wurde erst durch die Auseinandersetzung über die Produktion edler Frauenhandschuhe mit schlecht entlohnten Arbeiterinnen belastet. In dieser Phase radikalisierte sich Merry, zuerst in Diskussionen mit Vater und Großvater über den Vietnamkrieg, wobei Seymour Verständnis zeigte und sie zu legalen Protestformen bewegen wollte. Aber ihr reichten friedliche Demonstrationen nicht aus, sie suchte die radikale Szene der Weathermen, tauchte unter, tötete bei Bombenanschlägen Menschen und versteckte sich als Mary Stoltz bei Untergrundgruppen vor den Fahndern. Dies traf Seymour im Kern seiner familiären und bürgerlichen Vorstellungen und verunsicherte ihn bis hin zur Handlungsunfähigkeit, z. B. gegenüber dem Vorwurf seines Bruders, er habe seine Tochter falsch erzogen und ihr zu große Spielräume gewährt (Kp. Sechs) oder der Fundamentalkritik seines Vaters in der Diskussion mit der progressiven Professorin Marcia Umanoff an der Moral der Jugendlichen (Kp. Acht).
Zuckermans Idee, einen Roman über die Lebenskrise des von ihm in den 1940er Jahren als Sportler bewunderten Seymour Levov (Teil 1 Erinnerungen an das Paradies) und seine Familie zu schreiben, entsteht beim 45. Jahrgangstreffen seiner ehemaligen High-School-Kameraden 1995 (Kp. Zwei und Drei), als Jerry ihm von der ersten Ehe seines kürzlich an Krebs gestorbenen Bruders und dessen missratener Tochter, der Terroristin Merry, erzählt und Nathan sich an eine Begegnung mit dem Schweden erinnert. Damals erwähnte dieser seine drei Söhne aus zweiter Ehe, zeigte ihm ein Urlaubsbild vor dem Ferienhaus auf Puerto Rico und erklärte ihm, dass er die Handschuhfabrikation aus Newark in Länder mit niedrigeren Löhnen verlagern musste. Der Autor vermutet hinter diesen divergierenden Nachrichten ein Geheimnis, das er in einem Roman lüften will. Er besucht die Handlungsorte als Inspiration für seine ausgedachten Einzelhandlungen und Interpretationen, aber seine Erkundungen bleiben lückenhaft. So entsteht eine fragmentarische Geschichte mit einem Rückblick auf die Krisenzeit des amerikanischen Selbstbewusstseins (Titel) im Zusammenhang mit dem Vietnamkrieg, der Watergate-Affäre, den Protestbewegungen 1968 und den Randalen in den Städten.
Zuckerman konzentriert sich in seinem Roman auf die Innenperspektive Seymours, der immer tiefer in eine Persönlichkeitskrise mit Wahnvorstellungen hineingeriet, den Freunden nicht mehr vertraute und bei dem sich am Romanende die Tischgespräche mit Traumvorstellungen bzw. Erinnerungen der glücklichen Kindheit seiner Tochter in der Naturidylle vermischten (Kp. Neun). Äußerlich führte er normal seinen Betrieb weiter, wirkte ruhig und freundlich, verstrickte sich aber zunehmend in labyrinthischen Reflexionskreisläufen und Schuldgefühlen, verlor den Boden unter den Füßen und reagierte zunehmend hilf- und kraftlos, zumal es ihm in seiner Naivität schwer fiel, hinter die Fassade Dawns und der Freunde, eingeschlossen seine eigene, zu schauen. Er suchte nach seiner Tochter, fiel dabei auf die Betrügerin Rita Cohen herein (Kp. Vier) und wollte herausfinden, welche Rolle sie bei den Anschlägen gespielt hatte und ob sie gegen ihre vermögenden Eltern aufgehetzt und instrumentalisiert worden war. Nach fünf Jahren fand er Merry in einem ärmlichen Zustand (Kp. Sechs). Als Jaina lebte sie asketisch mit dem Ziel zu verhungern, um die Natur nicht zu schädigen (Teil 2 Der Sündenfall), was ihr nach den Informationen Jerrys gelang, obwohl ihr Vater sie immer wieder besuchte und zu retten versuchte. Während nach der offiziellen Familienversion, die auch von den Nachbarn und Freunden geteilt wurde, Terroristen die leichtgläubige Tochter verführt hätten, brach hinter dieser Kulisse das Eheleben zusammen: Seymour hatte eine kurze Affäre mit der Therapeutin Salzman, der Frau eines befreundeten Arztes. Mary Dawn löste sich schrittweise von ihrer Familie. Anfangs musste sie psychiatrisch wegen suizidaler Depression behandelt werden. Dann verdrängte sie die Aktionen ihrer Tochter, ließ sich ihr Gesicht liften, wollte nicht mehr im alten Steinhaus wohnen, plante mit dem Architekten und Maler Orcutt eine moderne Villa und hatte mit ihm eine Affäre (Teil 3 Das verlorene Paradies). Ihr weiteres Schicksal bleibt im Roman offen.

## Verfilmung
Im Jahr 2016 wurde der Roman unter der Regie von Ewan McGregor verfilmt, der auch die Hauptrolle des Seymour Levov übernahm. In weiteren Rollen sind Dakota Fanning und Jennifer Connelly zu sehen.

## Sekundärliteratur
- Derek Parker Royal: Fictional Realms of Possibility: Reimagining the Ethnic Subject in Philip Roth’s American Pastoral. In: Studies in American Jewish Literature. 20, 2001, S. 1–16.
- Derek Parker Royal: Pastoral Dreams and National Identity in American Pastoral and I Married a Communist. In: Derek Parker Royal (Hrsg.): Philip Roth: New Perspectives on an American Author. Praeger-Greenwood, Westport CN 2005, S. 185–207.
- Dietmar Schloss: Das Geheimnis der Unschuld: Philip Roths American Pastoral und die Wiederentdeckung des Mainstream. In: Jutta Zimmermann, Britta Salheiser (Hrsg.): Ethik und Moral als Problem der Literatur und Literaturwissenschaft. Duncker & Humblot, Berlin 2006, S. 191–214.
- Carlie Sorasiak: Philip Roth and America's Inexplicable War: Situating The Human Stain and American Pastoral within the Vietnam Canon. In: Postgraduate English. 27, 2013. (Webpublikation)